# Ludwig Siede
Ludwig Siede (Hildesheim, 6 januari 1888 – 12 maart 1956) was een Duits componist en dirigent. Voor bepaalde werken gebruikte hij het pseudoniem: Sentis

## Levensloop
Siede leefde na zijn studie als muzikant, dirigent en componist van lichte muziek in Berlijn. Hij was bekend met Carl Teike, die hij nog heeft overtuigd zijn werken bij de STAGMA, een voorloper van de GEMA (Duitse auteursrechten gezelschap), aan te melden. 

## Composities

### Werken voor orkest
- 1910: - Chinesische Straßenserenade - Sérénade de rue chinoise, karakterstuk
- 1911: - Indische Gaukler, mars
- 1912: - Loux Souvenir!, walsen intermezzo, op. 27
- 1912: - Indianerliebe, intermezzo, op. 28
- 1912: - Asta Nielsen, wals voor orkest, op. 29
- 1912: - The London-Girl, dansen-intermezzo voor orkest, op. 33
- 1912: - Ben Akiba, Oriëntaals karakterstuk, op. 34
- 1912: - Die Two-Step-Königin, intermezzo, op. 38
- 1913: - Anamitische Zauberer, twostep-intermezzo, op. 44
- 1913: - Papillon d'or (Goldschmetterling), wals-idyll, op. 46
- 1913: - Sefira, intermezzo, op. 47
- 1913: - Am Lagerfeuer (Au feu du camp), karakterstuk, op. 50
- 1913: - Indischer Brautzug (Cortége nuptial dans les Indes), karakterstuk, op. 54
- 1914: - Texas Girls, karakteristiek intermezzo
- 1915: - Die Liebesbotschaft, ballet scène, op. 68
- 1915: - Ein Schäferstündchen (Heure du berger), intermezzo, op. 69
- 1915: - Leuchtkäferchens Stelldichein, een serenade voor de nacht, op. 70
- 1915: - Ghazi/Padischah, Turks karakterstuk, op. 77
- 1916: - Im Liebestempel (Au temple d'amour), intermezzo grazioso, op. 78
- 1916: - Vielliebchen (Ma bien-aimée), intermezzo grazioso, op. 80
- 1916: - Bulgarischer Siegeszug, op. 84
- 1916: - Das Cigarettenmädel, Intermezzo, op. 86
- 1916: - Weiße Rosen, walsen-intermezzo, op. 87
- 1917: - Illusion, fantasietafereel, op. 98
- 1917: - Saïda, Arabisch intermezzo, op. 106
- 1917: - Im türkischen Teegarten (Soir d'été dans le jardin turpue), Oriëntaals intermezzo, op. 109
- 1917: - Das Blumenmädel (La fille aux fleurs), intermezzo, op. 115
- 1917: - Parade der Maikäfer, op. 116
- 1917: - Roter Mohn, intermezzo, op. 117
- 1918: - Iswara, Indisch intermezzo, op. 118
- 1918: - Im Park, idyll, op. 121
- 1919: - Liebeständelei (Causerie d'amour), intermezzo grazioso, op. 125
- 1919: - Ilona, intermezzo, op. 126
- 1919: - Apfelblüte (La fleur de pomme), intermezzo, op. 127
- 1919: - Tanzmädelchen, intermezzo ; op. 128
- 1919: - Der erste Kuß, intermezzo, op. 129
- 1919: - Odaliske, intermezzo, op. 130
- 1919: - Anita, intermezzo, op. 134
- 1919: - Heliotrop, intermezzo, op. 135
- 1919: - Gudrun, intermezzo grazioso, op. 139
- 1919: - Ben Coraïda, Oriëntaals intermezzo, op. 141
- 1919: - Liebesrausch (Ivresse d'amour), walsen-intermezzo, op. 143
- 1919: - Die Puppenparade, karakterstuk, op. 146
- 1919: - Herbstgedanken, wals-intermezzo, op. 148
- 1919: - Nidia, intermezzo grazioso, op. 153
- 1919: - Die Wichtelmännchen - Ein Mitternachtsspuck, intermezzo, op. 155
- 1920: - Betyarenständchen, voor orkest, op. 156
- 1920: - Zorika, wals, op. 161
- 1920: - Ständchen im Mai, op. 163
- 1920: - Harlekin, intermezzo, op. 165
- 1920: - Naschkätzchen, Twostep-intermezzo, op. 168
- 1920: - Rotkelchen, wals, op. 170
- 1920: - Orientalische Streifwache, karakterstuk, op. 172
- 1920: - Meddy, intermezzo, op. 175
- 1920: - Fesche Mad'ln, wals, op. 183
- 1920: - Fünf Uhr-Tee, Twostep-intermezzo, op. 184
- 1920: - Magyarenliebe, intermezzo, op. 185

- 1920: - Sonntagskinder, wals, op. 197
- 1920: - Einzug der Stierkämpfer, Spaanse mars, op. 202
- 1920: - In der Rosenlaube, intermezzo grazioso, op. 210
- 1920: - Auf der Promenade, capriccio, op. 211
- 1920: - Teerosen, walsen intermezzo, op. 213
- 1920: - Ballnachts-Zauber, walsen-intermezzo, op. 218
- 1920: - Im Dorfkrügel, op. 232
- 1920: - Aufzug der Teepuppen, karakterstuk, op. 233
- 1921: - Ungarischer Steppenmarsch, op. 243
- 1921: - Im Klee, intermezzo grazioso, op. 244
- 1922: - Prosit! Mein Mädel!, voor zangstem en orkest - tekst: Hermann Lüttringhaus
- 1922: - Sérénade rococo, intermezzo
- 1923: - Gruß an Wien, wals
- 1923: - In einem kühlen Grunde, wals
- 1924: - Sterne des Orients, marsen-intermezzo
- 1925: - Balletsuite, in 4 delen
- 1926: - Im schönen Lenz
- 1926: - Karneval, suite in vijf delen 
  1. Introduktion
  2. Pierrette Tanzt
  3. Serenade
  4. Valse
  5. Finale
- 1927: - Bonne Humeur, caprice
- 1928: - Im Schlaraffenland, grote suite
- 1928: - Mannequins, voor orkest
- 1929: - Lachende Welt, intermezzo
- 1930: - Eine Schachtel Soldaten, karakterstuk
- 1930: - Puppe und Hampelmann, dansenintermezzo
- 1930: - Wiener Schusterjungen-Marsch
- 1931: - Blumenkorso, Marsch-Intermezzo
- 1932: - Der springende Punkt, karakterstuk
- 1934: - Kirmes, grote wals
- 1935: - Puppen-Garde, karakterstuk
- 1937: - In Tüll und Spitzen (Entre tules y puntillas), balletsuite
- 1938: - Aus einer Vitrine, suite in 4 delen
- 1938: - Liebesgeschichten, wals
- 1939: - Ein bunter Abend, ouverture
- 1940: - Ein Fest im Süden, ouverture
- 1940: - Im Kinderland, suite in 4 delen
- 1943: - Bunte Kugeln, kleine wals
- 1950: - Manuela, Spaanse wals
- 1950: - Wiener Porzellan, kleine impressie
- 1954: - Bummel im Stadtgarten, intermezzo
- 1954: - Golliwog, polka-intermezzo
- 1955: - Sissy, ein Sommeridyll
- 1956: - Carmencita, Spaanse serenade
- 1956: - Scherzen in Terzen, humoreske
- - Bahn frei!
- - In Marokko
- - La belle Japonnaise (Japanische Teehausstudie), op. 14
- - Leuchtkäferchens Hochzeit, karakterstuk
- - Libelle und Schmetterling, walsen intermezzo voor strijkorkest en harp
- - Puppenlustig und fidel, voor orkest
- - Rosen im Schnee
- - Rosenzauber, wals

### Werken voor harmonieorkest
- 1910: - Chinesische Straßenserenade, karakterstuk
- 1913: - Indische Bruidsstoet (Indischer Brautzug/Cortége nuptial dans les Indes), karakterstuk voor harmonieorkest, op. 54 - bewerkt door Alphons Dreissen
- 1914: - Am Lagerfeuer, karakterstuk
- 1914: - Die Puppenhochzeit (Noce de poupeés), karakterstuk, op. 60
- 1914: - Farbenspiele (Coleurs dansantes), intermezzo, op. 62
- 1915: - Leuchtkäferchens Stelldichein, een serenade voor de nacht, op. 70
- 1916: - Stadion Marsch, op. 85
- 1918: - Janitscharen-Marsch, op. 169
- 1925: - Rheingrüße, mars
- 1928: - Aufzug der Stadtwache, karakterstuk
- 1929: - Hansa-Marsch
- 1930: - Deutscher Studenten-Marsch, voor samenzang/zangstemmen en harmonieorkest - tekst: Josef Buchhorn "Student sein, wenn die Veilchen blühen ..."
- 1937: - In Tüll und Spitzen (Entre tules y puntillas), balletsuite
- 1942: - Frohe Burschen, marslied
- 1955: - Fortuna-Marsch
- - Freundesgrüße
- - Germanentreue
- - Jugendwehr (The Boy-Scouts), karakteristieke mars
- - Lippe-Detmold, eine wunderschöne Stadt, mars
- - Mit fliegenden Fahnen
- - Treue auf's neue

### Vocale muziek

#### Liederen
- 1956: - 10 Kinderlieder, voor zangstem, viool, cello en piano - tekst: Liselotte Trebst
- - Ein Glaserl Wein

### Werken voor piano
- 1912: - Der Matador, mars, op. 37
- 1917: - Rosen Mohn